# Тшебнишки окръг
Тшебнишки окръг (на полски: Powiat trzebnicki) е окръг в Югозападна Полша, Долносилезко войводство. Заема площ от 1024,78 км2. Административен център е град Тшебница.

## География
Окръгът се намира в историческата област Долна Силезия. Разположен е в северната част на войводството.

## Население
Населението на окръга възлиза на 82 015 души (2012 г.). Гъстотата е 80 души/км2.

## Административно деление
Административно окръгът е разделен на 6 общини.
Градско-селски общини:
- Община Жмигрод
- Община Оборники Силезко
- Община Прушице
- Община Тшебница

Селски общини:
- Община Завоня
- Община Мала Вишня

## Фотогалерия
- Жмигрод
- Оборники Шльонске
- Прушице
- Тшебница